# Chirita dimidiata
Chirita dimidiata är en tvåhjärtbladig växtart som beskrevs av Nathaniel Wallich och Charles Baron Clarke. Chirita dimidiata ingår i släktet Chirita och familjen Gesneriaceae. Inga underarter finns listade i Catalogue of Life.